# Umberto Poli (cyclisme)
Pour l'écrivain et poète italien, voir Umberto Poli. Pour les homonymes, voir Poli.
Umberto Poli, né le 27 août 1996 à Vérone (Vénétie), est un coureur cycliste Italien. Il est membre de l'équipe Novo Nordisk.

## Biographie
Né à Vérone en Vénétie, Umberto Poli souffre de diabète de type 1, une maladie découverte à l'âge de 16 ans, en 2012.
Il commence à pratiquer le cyclisme à l'âge de 12 ans. En 2015, il rejoint la réserve de Novo Nordisk, composée uniquement de coureurs diabétiques de type 1. L'année suivante, il remporte deux étapes du Georgia Cycling Grand Prix, et termine notamment deuxième de la Ruiselede Kruiskerke et douzième du Grand Prix de Vinnytsia
Il devient coureur professionnel en 2017, à 21 ans, au sein de l'équipe professionnelle de Novo Nordisk. Il fait ses débuts en course lors du Dubaï Tour, aux Émirats arabes unis. Au mois de mars, il prend le départ de Milan-San Remo, son premier monument, en étant le plus jeune participant de l'épreuve. Membre de l'échappée matinale, il se classe 192e, à plus de 17 minutes du vainqueur Peter Sagan,.
En 2020, il termine dixième du Grand Prix International de Rhodes en Grèce, avant que la saison ne soit interrompue à cause de la pandémie de Covid-19. Trois ans plus tard, il se classe neuvième d'une étape du Tour de Taïwan.

## Palmarès
- 2016
  - 2e et 6e étapes du Georgia Cycling Grand Prix
  - 2e de la Ruiselede Kruiskerke

## Classements mondiaux
| Année                                 | 2017  | 2018 | 2019 | 2020  |
| ------------------------------------- | ----- | ---- | ---- | ----- |
| Classement mondial                    | 2327e | nc   | nc   | 1866e |
| UCI Europe Tour                       | 1532e | nc   | nc   | 1379e |
|                                       |       |      |      |       |
| Légende : nc = non classéSource : UCI |       |      |      |       |